# Den fredlöse
Den fredlöse är ett drama från 1871 av August Strindberg. Pjäsen är, i likhet med åtskilliga av Strindbergs dramer, i en akt. Handlingen är förlagd till Island omkring år 1100.
Pjäsen uruppfördes på Kungliga Dramatiska Teatern den 16 oktober 1871. Dess uruppförande på Dramaten ledde till att författaren fick motta ett stipendium från kungen, Karl XV.

## Handling
Gunlöd står tyst vid ett fönstret och tittar ut över havet. Hennes mor Valgerd tvingar henne att tala ut om sin smärta över sin fader Thorfinns hårda tag. Hon sörjer över flytten från barndomshemmet till Island och att ha tvingats skiljas från sin käre barndomsvän Gunnar. Plötsligt står Gunnar i dörren och hon drabbas av de starka känslorna mellan dem. I hemlighet avslöjar hon att hon tror på kristendomen, vars gud hennes far hatar. Gunnar ber henne att följa med honom till Sverige.
En häftig storm bryter ut och det mesta tyder på att Thorfinn omkommit. När han ändå kommer hem tvingar han dottern att tömma ett horn för Odin. Gunlöd berättar för fadern att hon är kristen. Han blir bannlyst och går ensam ut för att försvara sig mot fienden. Han dör sedan i närvaro av sina närmaste. Gunlöd knäfaller vid sin döde far med Gunnar bredvid sig.

## Rollista
- Thorfinn
- Valgerd
- Gunlöd
- Gunnar
- Orm
- bipersoner